# Karl List

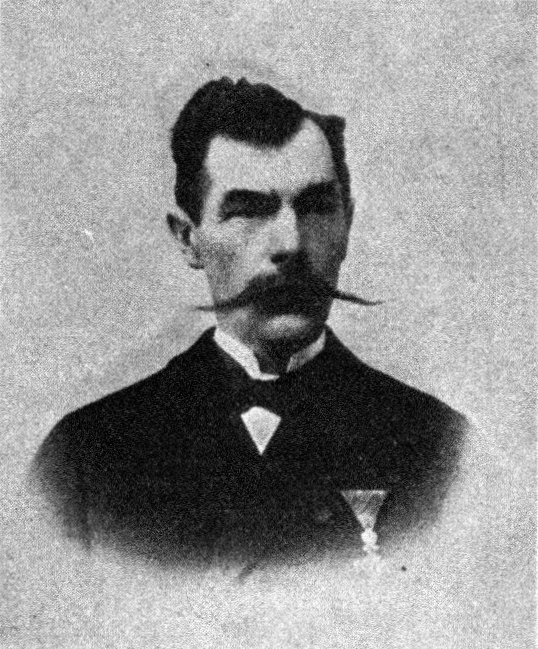
Karl List

Karl List (* 24. April 1854 in Großweikersdorf; † 15. Juli 1939 ebenda) war ein österreichischer Politiker (CSP) und Wirtschaftsbesitzer. Er war Abgeordneter des Abgeordnetenhauses, Abgeordneter zum Landtag von Niederösterreich und Mitglied von Vorläuferorganisationen des heutigen Nationalrats sowie Mitglied des Bundesrats.

## Leben
Karl List wurde als Sohn von Anton und Maria List geboren. Die Eltern waren Landwirte und betrieben auch eine Gastwirtschaft in Großweikersdorf. Karl List besuchte die Volksschule in Großweikersdorf. Durch den frühen Tod des Vaters (im Jahr 1858) war er schon bald gezwungen in die elterliche Land- und Gastwirtschaft einzusteigen. 1870 (also im Alter von 16 Jahren) gab er die Gastwirtschaft auf und er widmete sich nur mehr der Landwirtschaft, hier vor allem dem Weinbau.

## Politisches und gesellschaftliches Wirken
Lokalpolitisch engagierte sich List ab 1880 als Gemeinderat in Großweikersdorf. Er war Mitbegründer des lokalen Musik- und Gesangsvereins und maßgeblich an der Gründung der Freiwilligen Feuerwehr im Jahre 1883 beteiligt. Von 1895 bis 1909 hatte er das Bürgermeisteramt der Gemeinde inne.
Lists politisches Hauptanliegen war die Verbesserung der Lage der Bauern. 1889 war er Obmann des lokalen Bauernvereins.
Er war Gründungsmitglied der Niederösterreichischen Molkerei und 1895 Gründer und Obmann des Landesverbandes der Landwirte Niederösterreichs.
Angesichts des damals bevorstehenden allgemeinen Wahlrechts (1907) strebte List die Gründung eines niederösterreichischen Bauernbundes an. Auf sein Betreiben hin wurde im Wiener Gasthaus „Zum grünen Tor“ am 24. Juni 1906 die konstituierende Versammlung des n.ö. Bauernbundes abgehalten. List war somit Mitbegründer des Niederösterreichischen Bauernbundes, er selbst beschränkte sich dabei in dieser Organisation auf die Rolle als 1. Obmann-Stellvertreter.
Im niederösterreichischen Landtag vertrat List die Christlichsoziale Partei vom 19. Dezember 1902 bis zum 8. Jänner 1915 und er war dabei zunächst Vertreter der Landgemeinden des Gerichtsbezirks Horn, ab 1909 Vertreter der Landgemeinden des Gerichtsbezirks Krems an der Donau und des Gerichtsbezirks Kirchberg am Wagram.
Daneben war er Präsident des Niederösterreichischen Landeskulturrates und als Mitglied des Bezirksschulrates und des Bezirksstraßenausschusses aktiv.
Bei der Reichsratswahl 1907 wurde er als Vertreter des Wahlkreises Niederösterreich 64 als Abgeordneter zum Abgeordnetenhaus angelobt, dem er bis 1918 angehörte. Nach dem Ersten Weltkrieg war er vom 21. Oktober 1918 bis zum 16. Februar 1919 Mitglied der provisorischen Nationalversammlung und von 4. März 1919 bis 25. Juni 1919 Abgeordneter der konstituierenden Nationalversammlung.
Daneben wirkte er vom 5. Juni 1918 bis 4. Mai 1919 als Mitglied des provisorischen Landtags von Niederösterreich und ab 20. Mai 1919 als Abgeordneter des Landtags. Vom 10. November 1920 bis zum 11. Mai 1921 war er dabei Mitglied der Kurie Niederösterreich-Land und zwischen dem 30. November 1920 und dem 11. Mai 1921 war er auch kurz Landesrat in Niederösterreich gewesen. Aus dem niederösterreichischen Landtag schied Karl List am 20. Mai 1927 aus.
List beschloss seine politische Karriere zwischen dem 20. Mai 1927 und dem 3. Juni 1932 als Mitglied des Bundesrates.

## Auszeichnungen
- Ritter III. Klasse des Ordens der Eisernen Krone[3]
- Ritterkreuz des Franz-Joseph-Ordens[4]
- Silbernes Verdienstkreuz mit der Krone[5]